# 3686 Antoku
A 3686 Antoku (ideiglenes jelöléssel 1987 EB) a Naprendszer kisbolygóövében található aszteroida. Nídzsima Cuneo és Urata Takesi fedezte fel 1987. március 3-án.